# Bella Donna
Bella Donna es el primer álbum de estudio de la cantante estadounidense Stevie Nicks, publicado por la compañía discográfica Atco Records en julio de 1981. El álbum, el primero de Nicks en su carrera musical en paralelo a su etapa en el grupo Fleetwood Mac, obtuvo un notable éxito comercial al llegar al primer puesto en la lista estadounidense Billboard 200 y al ser certificado disco de platino por la RIAA apenas tres meses después de su lanzamiento. Bella Donna pasó casi tres años en la lista estadounidense, desde julio de 1981 hasta el mismo mes de 1984. Desde entonces, ha vendido más de cuatro millones de copias en los Estados Unidos, convirtiéndose en el álbum mejor vendido de Nicks.
Además, Bella Donna incluyó cuatro sencillos con un notable éxito radiofónico: "Stop Draggin' My Heart", a dúo con Tom Petty and the Heartbreakers; "Leather and Lace", a duó con Don Henley; "Edge of Seventeen" y "After the Glitter Fades", que alcanzaron, respectivamente, los puestos tres, seis, once y treinta y dos en la lista Billboard Hot 100.

## Historia
Stevie Nicks comenzó a trabajar en el proyecto en 1979, al mismo tiempo que grababa con Fleetwood Mac el álbum Tusk. Nicks descartó "Gypsy" (que pasaría a formar parte del álbum Mirage de Fleetwood Mac, publicado en 1982, y sería editado como sencillo el mismo año, alcanzando el duodécimo puesto en Billboard Hot 100), "Castaway", "Lady From The Mountain" (que se convertiría en "Sorcerer", pista incluida en el álbum de 2001 Trouble In Shangri-La) y "I Sing For The Things" (incluida posteriormente en Rock A Little, en 1985).

## Lista de canciones
| N.º | Título                                                                | Letras       | Música                      | Duración |  |
| 1.  | «Bella Donna»                                                         | Stevie Nicks | Stevie Nicks                | 5:21     |  |
| 2.  | «Kind of Woman»                                                       | Stevie Nicks | Stevie Nicks, Benmont Tench | 3:12     |  |
| 3.  | «Stop Draggin' My Heart Around» (con Tom Petty and the Heartbreakers) | Tom Petty    | Mike Campbell               | 4:06     |  |
| 4.  | «Think About It»                                                      | Stevie Nicks | Stevie Nicks, Roy Bittan    | 3:35     |  |
| 5.  | «After the Glitter Fades»                                             | Stevie Nicks | Stevie Nicks                | 3:31     |  |
| 6.  | «Edge of Seventeen»                                                   | Stevie Nicks | Stevie Nicks                | 5:28     |  |
| 7.  | «How Still My Love»                                                   | Stevie Nicks | Stevie Nicks                | 3:54     |  |
| 8.  | «Leather and Lace» (con Don Henley)                                   | Stevie Nicks | Stevie Nicks                | 3:44     |  |
| 9.  | «Outside the Rain»                                                    | Stevie Nicks | Stevie Nicks                | 4:18     |  |
| 10. | «The Highwayman»                                                      | Stevie Nicks | Stevie Nicks                | 4:48     |  |

## Personal
- Stevie Nicks – voz, tack piano (tema 9).
- Lori Perry – coros.
- Sharon Celani – coros.
- Tom Petty – voz y guitarra eléctrica (tema 3).
- Mike Campbell – guitarra eléctrica (temas 3, 9, 10).
- Don Felder – guitarra (tema 10).
- Benmont Tench – órgano, piano (temas 1–7, 9).
- Stan Lynch – batería (temas 3, 9).
- Don Henley – voz, batería, coros (temas 8, 10).
- Waddy Wachtel – guitarra (temas 1–2, 4–8).
- Davey Johnstone – guitarra acústica (temas 1–2, 4–5, 7, 10).
- Bob Glaub – bajo (temas 1–2, 4–7).
- Duck Dunn – bajo (tema 3).
- Tom Moncrieff – bajo (tema 9).
- Richard Bowden – bajo (tema 10).
- Dan Dugmore – pedal steel guitar.
- Bill Elliott – piano (tema 1).
- Russ Kunkel – batería (temas 1–2, 4–8).
- Bobbye Hall – percusión (temas 1–2, 4–7).
- Phil Jones – percusión (tema 3).
- Roy Bittan – piano (temas 2, 5–8).
- Billy Payne – piano (tema 4).
- David Adelstein – sintetizador (tema 1).